# Trần Đình Khương
Trần Đình Khương (sinh ngày 10 tháng 1 năm 1996) là một cầu thủ bóng đá chuyên nghiệp người Việt Nam hiện đang thi đấu ở vị trí trung vệ cho Becamex Bình Dương và đội tuyển quốc gia Việt Nam.

## Sự nghiệp
Tháng 3 năm 2017, Đình Khương có lần đầu tiên được triệu tập lên đội tuyển quốc gia Việt Nam. Anh ra mắt đội tuyển khi vào sân thay người trong trận giao hữu với Đài Bắc Trung Hoa ngày 22 tháng 3 năm 2017.
Ngày 24 tháng 5 năm 2022, Đình Khương có lần đầu tiên được triệu tập lên đội tuyển quốc gia dưới thời huấn luyện viên Park Hang-seo để chuẩn bị cho trận đấu giao hữu với Afghanistan.

## Đời sống cá nhân
Đình Khương là em trai của cầu thủ Trần Đình Kha hiện đang thi đấu cho Khánh Hòa, cả hai từng là đồng đội của nhau trong màu áo Sanna Khánh Hòa BVN.

## Thống kê sự nghiệp

### Quốc tế
Tính đến ngày 1 tháng 6 năm 2022.
| Đội tuyển quốc gia | Năm       | Trận | Bàn |
| ------------------ | --------- | ---- | --- |
| Việt Nam           | 2017      | 1    | 0   |
| Việt Nam           | 2022      | 1    | 0   |
| Tổng cộng          | Tổng cộng | 2    | 0   |